# Giấy phép lái xe quốc tế

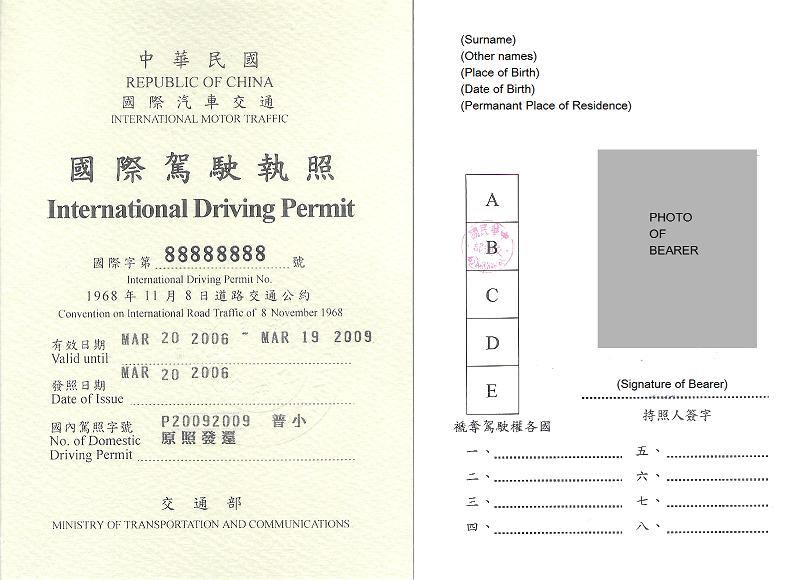
Giấy phép lái xe quốc tế do Đài Loan cấp

Giấy phép lái xe quốc tế là một thẻ nhận dạng cá nhân cho phép người sở hữu nó điều khiển xe cá nhân tại bất kỳ quốc gia nào có công nhận loại giấy phép này. Để được xem là hợp lệ, giấy phép lái xe quốc tế phải được dùng kèm với một giấy phép lái xe hợp lệ.
Giấy phép lái xe quốc tế là một bản dịch giấy phép lái xe của một quốc gia sang nhiều ngôn ngữ khác nhau do chính quốc gia đó cấp. Nó có kích thước hơi lớn hơn một cuốn hộ chiếu, có kèm ảnh và thông tin cá nhân. Thông thường, những người đi đến quốc gia khác trong một thời gian ngắn không cần phải có giấy phép lái xe quốc tế vì giấy phép lái xe của họ đã đủ hợp lệ. 

## Thông tin giấy phép

### Công ước 1968 (chỉnh sửa năm 2011)
Những nội dung chính về giấy phép lái xe được quy định trong Phụ lục 6 (giấy phép lái xe nội địa) và Phụ lục 7 (giấy phép lái xe quốc tế). Bản hiện nay đang có hiệu lực tại các nước tham gia ký kết bắt đầu trễ nhất là vào ngày 29 tháng 3 năm 2011 (Điều 43).
Điều 41 của Công ước mô tả những quy định cho giấy phép lái xe. Những điểm chính bao gồm:
- người điều khiển phương tiện cơ giới phải có giấy phép lái xe;
- giấy phép lái xe chỉ được cấp sau khi người lái vượt qua kỳ thi lý thuyết và thực hành, do các quốc gia quy định;
- Quốc gia ký kết phải công nhận các trường hợp sau được lái xe hợp lệ trên lãnh thổ của mình:
  - sở hữu giấy phép lái xe nội địa phù hợp với nội dung Phụ lục 6 của Công ước;
  - sở hữu giấy phép lái xe quốc tế phù hợp với nội dung Phụ lục 7 của Công ước, với điều kiện nó phải được xuất trình cùng lúc với giấy phép lái xe nội địa tương ứng;
- giấy phép lái xe do Quốc gia ký kết cấp sẽ được thừa nhận tại lãnh thổ của một Quốc gia ký kết khác cho đến lúc người sở hữu thường trú tại lãnh thổ đó;
- tất cả các quy định trên không áp dụng cho giấy phép học lái;
- thời gian hợp lệ của bằng lái xe quốc tế là không quá mười năm kể từ ngày cấp, hoặc cho đến khi ngày hết hạn của bằng lái xe nội địa, tùy vào ngày nào đến trước;
- Các Quốc gia ký kết có quyền từ chối công nhận tính hợp lệ của bằng lái xe của những cá nhân dưới mười tám tuổi, hoặc riêng đối với các loại giấy phép C, D, CE và DE, là dưới hai mươi mốt tuổi;
- bằng lái xe quốc tế chỉ có thể được cấp bởi Quốc gia ký kết nơi người sở hữu đang thường trú và đã cấp bằng lái xe nội địa hoặc công nhận bằng lái xe do một Quốc gia ký kết khác cấp; bằng này không hợp lệ tại lãnh thổ quốc gia đó.

| Loại | Mô tả | Loại | Mô tả |
| ---- | --- | ---- | --- |
| A    | Xe mô tô | A1   | Xe mô tô có dung tích xi lanh không quá 125 cm³ và có công suất không vượt quá 11 kW (xe mô tô nhẹ) |
| B    | Xe ô tô, ngoại trừ những loại xe mô tả trong Loại A, có khối lượng tối đa cho phép không vượt quá 3.500 kg và không có nhiều hơn tám chỗ ngồi không tính ghế ngồi cho tài xế; hoặc phương tiện cơ giới thuộc Loại B có gắn kèm thùng kéo có khối lượng tối đa cho phép không vượt quá 750 kg; hoặc phương tiện cơ giới thuộc Loại B có gắn kèm thùng kéo có khối lượng tối đa cho phép vượt quá 750 kg nhưng không vượt quá khối lượng không tải của phương tiện, và tổng khối lượng tối đa cho phép kể cả thùng kéo không vượt quá 3.500 kg | B1   | Xe mô tô ba bánh và bốn bánh |
| C    | Xe ô tô, ngoại trừ những loại xe mô tả trong Loại D, có khối lượng tối đa cho phép vượt quá 3.500 kg; hoặc xe mô tô thuộc Loại C có gắn kèm thùng kéo có khối lượng tối đa cho phép không vượt quá 750 kg | C1   | Xe ô tô, ngoại trừ những loại xe mô tả trong Loại D, có khối lượng tối đa cho phép vượt quá 3.500 kg nhưng không vượt quá 7.500 kg; hoặc xe ô tô thuộc Loại C1 có gắn kèm thùng kéo, khối lượng tối đa cho phép không vượt quá 750 kg                              |
| D    | Xe ô tô dùng để chuyên chở hành khách và có trên 8 chỗ ngồi chưa kể ghế tài xế; hoặc xe ô tô thuộc loại D có gắn kèm thùng kéo có khối lượng tối đa cho phép không vượt quá 750 kg | D1   | Xe ô tô dùng để chuyên chở hành khách và có trên 8 chỗ ngồi chưa kể ghế tài xế nhưng không có quá 16 chỗ ngồi chưa kể ghế tài xế; hoặc xe ô tô thuộc Loại D1 có gắn kèm thùng kéo, khối lượng tối đa cho phép không vượt quá 750 kg                                |
| BE   | Xe ô tô thuộc Loại B có gắn kèm thùng kéo có khối lượng tối đa cho phép vượt quá 750 kg và vượt quá khối lượng không tải của phương tiện; hoặc xe ô tô thuộc Loại B có gắn kèm thùng kéo có khối lượng tối đa cho phép vượt quá 750 kg, trong đó tổng khối lượng tối đa cho phép kể cả thùng kéo vượt quá 3.500 kg |      | |
| CE   | Xe ô tô thuộc Loại C có gắn kèm thùng kéo có khối lượng tối đa cho phép vượt quá 750 kg | C1E  | Xe ô tô thuộc Loại C1 có gắn kèm thùng kéo có khối lượng tối đa cho phép vượt quá 750 kg nhưng không vượt quá khối lượng không tải của phương tiện, trong đó tổng khối lượng tối đa cho phép kể cả thùng kéo không vượt quá 12.000 kg                              |
| DE   | Xe ô tô thuộc Loại D có gắn kèm thùng kéo có khối lượng tối đa cho phép vượt quá 750 kg | D1E  | Xe ô tô thuộc Loại D1 có kèm thùng kéo, không dùng để chuyên chở người, có khối lượng tối đa cho phép vượt quá 750 kg nhưng không vượt quá khối lượng không tải của phương tiện, trong đó tổng khối lượng tối đa cho phép kể cả thùng kéo không vượt quá 12.000 kg |

### Công ước 1968 (gốc)
Công ước về Giao thông đường bộ được 72 nước ký kết. Danh sách đầy đủ có thể xem ở cuối mục.
Công ước đã được sửa đổi vào ngày 3 tháng 9 năm 1993 và ngày 28 tháng 3 năm 2006. Có một Thỏa thuận châu Âu bổ sung cho Công ước về Giao thông thường bộ (1968), được thông qua tại Genève, ngày 1 tháng 5 năm 1971.
Đáng chú ý là trước ngày 29 tháng 3 năm 2011 Điều khoản yêu cầu các Quốc gia ký kết phải công nhận quyền lái xe hợp lê trên lãnh thổ của họ đối với:
- bất kỳ giấy phép lái xe nội địa nào được viết bằng ngôn ngữ chính thức hoặc một trong các ngôn ngữ chính thức của Quốc gia đang lưu thông, hoặc, nếu không viết bằng ngôn ngữ như vậy thì phải đi kèm với bản dịch có chứng nhận;
- bất kỳ giấy phép lái xe nội địa nào tuân thủ nội dung của Phụ lục 6 của Công ước; và
- bất kỳ giấy phép lái xe quốc tế nào tuân thủ nội dung của Phụ lục 7 của Công ước.

Trước ngày 29 tháng 3 năm 2011, Phụ lục 6 và Phụ lục 7 có định nghĩa các dạng giấy phép lái xe không giống với định nghĩa sau ngày đó. Các giấy phép lái xe cấp trước ngày 29 tháng 3 năm 2011 phù hợp với định nghĩa cũ của Phụ lục vẫn có hiệu lực cho đến ngày hết hạn (Điều 43).
| Loại | Mô tả |
| ---- | --- |
| A    | Xe mô tô |
| B    | Xe ô tô, ngoại trừ các xe thuộc Loại A, có khối lượng tối đa cho phép không vượt quá 3.500 kg và không có nhiều hơn 8 chỗ ngồi không kể ghế tài xế.                                          |
| C    | Xe ô tô dùng để chuyên chở đồ vật và có khối lượng tối đa cho phép vượt quá 3.500 kg. |
| D    | Xe ô tô dùng để chuyên chở người và có nhiều hơn 8 chỗ ngồi không kể ghế tài xế. |
| E    | Tổng hợp các phương tiện có phương tiện kéo theo thuộc vào một hoặc nhiều loại theo giấy phép lái xe (B và/hoặc C và/hoặc D), nhưng bản thân phương tiện đó thuộc về một hoặc nhiều loại đó. |

### Công ước 1949
Công ước Genève về Giao thông đường bộ năm 1949 được 95 quốc gia ký kết. Công ước 1949 có mô tả về Giấy phép lái xe và Giấy phép lái xe quốc tế trong Phụ lục 9 và 10. Thụy Sĩ có ký kết nhưng không thực thi Công ước.
Có một Thỏa thuận châu Âu bổ sung cho Công ước về Giao thông thường bộ 1949, cùng với Quy ước về biển báo và tín hiệu đường bộ năm 1949, được thông qua tại Genève ngày 16 tháng 9 năm 1950.
| Loại | Mô tả |
| ---- | --- |
| A    | Xe mô tô, có hoăc không có thùng bên hông xe, các loại phương tiện chuyên chở không hợp lệ và xe ô tô ba bánh có khối lượng không tải không vượt quá 400 kg (900 lbs).                                                                                |
| B    | Xe ô tô dùng để vận chuyển người có tối đa 8 chỗ ngồi chưa kể ghế tài xế, hoặc dùng để vận chuyển hàng hóa và có khối lượng tối đa cho phép không vượt quá 3.500 kg (7.700 lbs). Các phương tiện thuộc loại này có thể gắn kèm với một thùng kéo nhẹ. |
| C    | Xe ô tô dùng để vận chuyển hàng hóa và có khối lượng tối đa cho phép vượt quá 3.500 kg (7.700 lbs). Các phương tiện thuộc loại này có thể gắn kèm với một thùng kéo nhẹ.                                                                              |
| D    | Xe ô tô dùng để vận chuyển người và có nhiều hơn 8 chỗ ngồi chưa kể ghế tài xế. Các phương tiện thuộc loại này có thể gắn kèm với một thùng kéo nhẹ.                                                                                                  |
| E    | Xe ô tô thuộc loại B, C, hoặc D, như mô tả ở trên, có gắn kèm với một loại khác thuộc phải thùng kéo nhẹ. |

- "khối lượng tối đa cho phép" của phương tiện là khối lượng của phương tiện và tải trọng tối đa của phương tiện khi lưu thông trên đường.
- "Tải trọng tối đa" có nghĩa là khối lượng của tải trọng cho phép của cơ quan có thẩm quyền của quốc gia đăng ký phương tiện.
- "Thùng kéo nhẹ" là các loại thùng kéo có khối lượng tối đa cho phép không vượt quá 750 kg (1.650 lbs).

### Công ước 1926
Công ước về Giao thông đường bộ năm 1926 là loại Công ước Giấy phép lái xe quốc tế cũ. Nó chỉ có hiệu lực bắt buộc tại hai nước Iraq và Somalia. Giấy phép lái xe quốc tế theo Công ước 1926 cũng hợp lệ tại Thân vương quốc Liechtenstein và Liên bang México hai nước này cũng không tuân thủ các Công ước mới. Liên bang México cũng công nhận Giấy phép lấy xe liên châu Mỹ theo Công ước về Quy định Giao thông Ô tô Liên châu Mỹ 1943. Công ước này cũng có những quy định về giấy phép lái xe và giấy phép lái xe quốc tế trong Điều khoản VI và XIII và Phụ lục B và tạo ra cơ hội khác cho giấy phép lái xe hợp lệ dựa trên hiệp ước giữa các quốc gia có chủ quyền. Điều XIII đoạn 2 ghi ″giấy phép lái xe quốc tế được cấp theo Công ước quốc tế 1926 sẽ được xem là đủ yêu cầu của Điều này" (trong đó định nghĩa các yêu cầu của giấy phép lái xe quốc tế theo Quy định Giao thông Ô tô Liên châu Mỹ 1943). Với các quốc gia đã ký kết Công ước 1926 về Giao thông Cơ giới nhưng không ký kết 1. Công ước Giao thông đường bộ (Công ước Genève về Giao thông đường bộ 1949) (ví dụ như Đức) hoặc 19. Công ước về Giao thông đường bộ (Công ước Viên về Giao thông đường bộ 1968) (Argentina, Chile, Ai Cập, Tây Ban Nha, Ấn Độ, Ireland, Iceland, Cộng hòa Li băng, Liên hiệp Vương quốc Anh và Bắc Ireland, Sri Lanka, Syria, Thái Lan và Thành bang Vatican) số lượng quốc gia chấp nhận Giấy phép lái xe quốc tế theo Công ước 1926 còn cao hơn.
| Loại | Mô tả                                                 |
| ---- | ----------------------------------------------------- |
| A    | Xe ô tô có khối lượng cả tải không vượt quá 3.500 kg. |
| B    | Xe ô tô có khối lượng cả tải vượt quá 3.500 kg.       |
| C    | Xe mô tô, có hoặc không có thùng xe.                  |

### Thời hạn sử dụng
Theo Công ước về Giao thông đường bộ 1949, giấy phép lái xe quốc tế có hiệu lực trong vòng một năm kể từ ngày cấp. Tuy nhiên, theo Công ước Viên, giấy phép lái xe quốc tế có hiệu lực không quá ba năm kể từ ngày cấp, hoặc đến ngày hết hạn của bằng lái xe nội địa, tùy ngày nào đến trước. Giấy phép lái xe quốc tế không có hiệu lực tại quốc gia được cấp.

## Các quốc gia công nhận Giấy phép lái xe quốc tế
Dưới đây là bản đồ các quốc gia công nhận Giấy phép lái xe quốc tế
- Ả Rập Xê Út *
- UAE *
- Afghanistan *
- Ai Cập
- Algérie
- Ấn Độ
- Andorra
- Angola *
- Anguilla *, **

Ký kết Công ước 1949
Không ký kết Công ước 1949; vẫn công nhận Giấy phép lái xe quốc tế

- Vương quốc Liên hiệp Anh và Bắc Ireland
- Antigua và Barbuda *, **
- Áo
- Argentina
- Armenia *
- Aruba
- Azerbaijan *
- Ba Lan
- Bahamas
- Bahrain *
- Bangladesh
- Barbados **
- Belarus *
- Belize
- Bénin
- Bhutan *
- Bỉ
- Bờ Biển Ngà
- Bồ Đào Nha
- Bolivia *
- Botswana
- Brasil
- Brunei *
- Bulgaria
- Burkina Faso *
- Burma *
- Cabo Verde *
- Cameroon *
- Campuchia ***
- Canada
- Quần đảo Cayman *
- Tchad *
- Chile
- Colombia *
- Comoros *
- Cộng hoà Congo
- Cộng hòa Dân chủ Congo
- Costa Rica *
- Croatia *
- Cuba
- Đan Mạch
- Djibouti *
- Dominica *, **
- Cộng hòa Dominica
- Đức *
- Ecuador
- El Salvador *
- Estonia *
- Fiji
- Gabon *
- Gambia
- Ghana
- Gibraltar
- Greenland
- Grenada
- Gruzia
- Guadeloupe
- Guam
- Guatemala
- Guernsey
- Guinea *
- Guinea-Bissau *
- Guinea Xích Đạo *
- Guyana
- Hà Lan
  -  Antille thuộc Hà Lan
- Haiti
- Hàn Quốc
- Hoa Kỳ
  -  Các tiểu đảo xa của Hoa Kỳ
- Honduras *
- Hồng Kông
- Hungary
- Hy Lạp
- Iceland
- Indonesia *
- Iran *
- Ireland
- Israel
- Jamaica
- Jersey
- Jordan
- Kazakhstan *
- Kenya *
- Kuwait *
- Kyrgyzstan
- Lào
- Latvia
- Lesotho
- Liban
- Liberia *
- Libya *
- Liechtenstein *
- Lithuania *
- Luxembourg
- Macau *
- Madagascar
- Malawi
- Malaysia
- Mali
- Malta
- Đảo Man
- Mauritania *
- Mauritius
- México *
- Moldova *
- Monaco
- Mông Cổ
- Montenegro
- Montserrat *, **
- Morocco
- Mozambique *
- Na Uy
- Nam Phi
- Namibia
- Nepal *
- New Caledonia
- New Zealand
- Nga
- Nhật Bản
- Nicaragua *
- Niger
- Oman *
- Pakistan *
- Panama *
- Papua New Guinea
- Paraguay
- Perú
- Phần Lan
- Pháp
  -  Guyane thuộc Pháp
  -  Polynésie thuộc Pháp
  -  Vùng đất phía Nam và châu Nam Cực thuộc Pháp
- Philippines
- Puerto Rico
- Qatar *
- Réunion
- România
- Rwanda
- Saint Kitts và Nevis *
- Saint Lucia
- Saint-Martin
- Saint-Pierre và Miquelon
- Saint Vincent và Grenadines
- Samoa
- San Marino
- São Tomé và Príncipe
- Cộng hòa Séc
- Sénégal
- Serbia
- Seychelles
- Sierra Leone
- Singapore
- Síp
- Slovakia
- Slovenia *
- Sri Lanka
- Sudan *
- Suriname
- Svalbard and Jan Mayen
- Eswatini
- Syria
- Tajikistan *
- Tanzania
- Tây Ban Nha
- Tây Sahara
- Thái Lan
- Thổ Nhĩ Kỳ
- Thụy Điển
- Thụy Sĩ *
- Togo
- Trinidad và Tobago
- Trung Hoa Dân Quốc (Đài Loan)
- Trung Phi
- Tunisia
- Turkmenistan *
- Úc
- Uganda
- Ukraina *
- Uzbekistan *
- Thành Vatican
- Venezuela
- Việt Nam *
- Quần đảo Virgin (Anh)
- Quần đảo Virgin (Mỹ)
- Ý *
- Yemen *
- Zambia
- Zimbabwe

* Không tham gia ký kết Công ước 1949; vẫn công nhận Giấy phép lái xe quốc tế

** Bắt buộc trình diện cảnh sát địa phương và trả phí đăng ký đặc biệt khi sử dụng

*** Phải đổi Giấy phép lái xe quốc tế sang bằng lái nội địa.

## Việt Nam
Theo Công ước quốc tế 1968 về Giao thông đường bộ và Công ước về Biển báo - Tín hiệu đường bộ (gọi tắt là Công ước Vienna) có hiệu lực tại Việt Nam từ ngày 20/8/2015, giấy phép lái xe quốc tế được cấp cho công dân Việt Nam sẽ có giá trị sử dụng lưu hành hợp pháp tại 85 quốc gia tham gia Công ước Vienna.
Từ ngày 1/10/2015, Tổng cục Đường bộ Việt Nam sẽ chính thức cấp giấy phép lái xe quốc tế cho những người có nhu cầu.